# Säuleck
Das Säuleck ist ein 3086 m ü. A. hoher Berg im Säuleckkamm, einer Bergkette im Süden der Ankogelgruppe, im österreichischen Bundesland Kärnten. Er liegt südwestlich der Hochalmspitze. Am Gipfel des seit jeher besuchten Säulecks wurde bereits 1823 eine über sieben Meter hohe Pyramide errichtet, mit deren Hilfe 1825 die militärische trigonometrische Vermessung durch Oberlieutenant von Catharin erfolgte. Zu den ersten bekannten Touristen am Säuleck-Gipfel zählte 1860 auch Paul Grohmann.

## Stützpunkt
Ausgangspunkt zum Besteigen des Säulecks ist das Arthur-von-Schmid-Haus auf 2.281 Metern Höhe.
Von hier aus führt der Weg Nr. 534 in zweieinhalb Stunden über ehemaligem Gletschergrund am Dösener See über den Südgrat zum Gipfel mit Kreuz. Das Begehen des Weges erfordert alpine Erfahrung, auch auf Schneefeldern.

## Überschreitung zur Hochalmspitze
Das Säuleck ist ein von Touristen vielbegangener Berg, von dem aus eine anspruchsvolle Gratwanderung über den Detmolder Weg, mit Schneewinkelspitz (3.015 m) und Winklspitz (3.076 m), in sechs Stunden nordöstlich zur Hochalmspitze (3.360 m) führt. Die Schwierigkeit dieser Überschreitung mit Firnfeldern wird in der Literatur mit dem Schwierigkeitsgrad UIAA II angegeben.